# 110-й меридіан західної довготи
110-й меридіан західної довготи — лінія довготи, що лежить на 110 градусів західніше Гринвіцького меридіана. Вона проходить від Північного полюса через Північний Льодовитий океан, Північну Америку, Тихий океан, Південний океан та Антарктиду до Південного полюса.

В Канаді 110-й меридіан західної довготи визначає кордон між Нунавутом та Північно-Західними територіями, а також проходить паралельно кордону між Альбертою та Саскачеваном

В Канаді меридіан визначає кордон між Нунавутом та Північно-Західними територіями на північ від 70-тої паралелі північної широти. Кордон між Альбертою та Саскачеваном проходить паралельно цьому меридіану, за 400 метрів на захід від нього.
В США меридіан історично визначав західний кордон території Джефферсон.
110-й меридіан західної довготи формує велике коло разом із 70-тим меридіаном східної довготи.

## Список географічних об'єктів, що перетинає 110° зх. д.
Починаючи на Північному полюсі та рухаючись до Південного полюса, 110-й меридіан західної довготи проходить через:
| Координати                                                   | Країна, територія або море | Примітки |
| ------------------------------------------------------------ | -------------------------- | --- |
| 90°0′ пн. ш. 110°0′ зх. д. / 90.000° пн. ш. 110.000° зх. д.  | Північний Льодовитий океан | |
| 78°41′ пн. ш. 110°0′ зх. д. / 78.683° пн. ш. 110.000° зх. д. | Канада                     | Проходить через острів Борден Становить кордон між Північно-Західними територіями та Нунавутом                                                                             |
| 78°19′ пн. ш. 110°0′ зх. д. / 78.317° пн. ш. 110.000° зх. д. | Протока Вілкінс[en]        | |
| 78°7′ пн. ш. 110°0′ зх. д. / 78.117° пн. ш. 110.000° зх. д.  | Канада                     | Проходить через острів Маккензі-Кінг Становить кордон між Північно-Західними територіями та Нунавутом                                                                      |
| 77°55′ пн. ш. 110°0′ зх. д. / 77.917° пн. ш. 110.000° зх. д. | Північний Льодовитий океан | |
| 76°28′ пн. ш. 110°0′ зх. д. / 76.467° пн. ш. 110.000° зх. д. | Канада                     | Проходить через острів Мелвілл Становить кордон між Північно-Західними територіями та Нунавутом                                                                            |
| 76°14′ пн. ш. 110°0′ зх. д. / 76.233° пн. ш. 110.000° зх. д. | Затока Елдрідж[en]         | |
| 75°54′ пн. ш. 110°0′ зх. д. / 75.900° пн. ш. 110.000° зх. д. | Канада                     | Проходить через острів Мелвілл — приблизно на 2 км Становить кордон між Північно-Західними територіями та Нунавутом                                                        |
| 75°53′ пн. ш. 110°0′ зх. д. / 75.883° пн. ш. 110.000° зх. д. | Затока Сабін[en]           | |
| 75°33′ пн. ш. 110°0′ зх. д. / 75.550° пн. ш. 110.000° зх. д. | Канада                     | Проходить через острів Мелвілл — приблизно на 2 км Становить кордон між Північно-Західними територіями та Нунавутом                                                        |
| 74°50′ пн. ш. 110°0′ зх. д. / 74.833° пн. ш. 110.000° зх. д. | Протока Паррі              | Протока Віконта Мелвілла |
| 72°59′ пн. ш. 110°0′ зх. д. / 72.983° пн. ш. 110.000° зх. д. | Канада                     | Проходить через острів Вікторія Становить кордон між Північно-Західними територіями та Нунавутом Нунавут                                                                   |
| 68°37′ пн. ш. 110°0′ зх. д. / 68.617° пн. ш. 110.000° зх. д. | Затока Коронейшн           | |
| 68°6′ пн. ш. 110°0′ зх. д. / 68.100° пн. ш. 110.000° зх. д.  | Канада                     | Нунавут — проходить через острови Джеймсон[en] та материк Північно-Західні території — проходить через Велике Невільниче озеро Саскачеван — проходить через озеро Атабаска |
| 49°0′ пн. ш. 110°0′ зх. д. / 49.000° пн. ш. 110.000° зх. д.  | США                        | Монтана Вайомінг Юта Аризона |
| 31°20′ пн. ш. 110°0′ зх. д. / 31.333° пн. ш. 110.000° зх. д. | Мексика                    | Сонора — проходить через Сьюдад-Обрегон |
| 27°4′ пн. ш. 110°0′ зх. д. / 27.067° пн. ш. 110.000° зх. д.  | Каліфорнійська затока      | |
| 24°8′ пн. ш. 110°0′ зх. д. / 24.133° пн. ш. 110.000° зх. д.  | Мексика                    | Проходить через півострів Каліфорнія Південна Нижня Каліфорнія |
| 22°53′ пн. ш. 110°0′ зх. д. / 22.883° пн. ш. 110.000° зх. д. | Тихий океан                | |
| 60°0′ пд. ш. 110°0′ зх. д. / 60.000° пд. ш. 110.000° зх. д.  | Південний океан            | |
| 74°27′ пд. ш. 110°0′ зх. д. / 74.450° пд. ш. 110.000° зх. д. | Антарктида                 | Проходить через Землю Мері Берд, на яку жодна країна не претендує |